# Глоссоп
Глоссоп (англ. Glossop) — місто у Великій Британії в графстві Дербішир.

## Географія
Місто знаходиться за 184 милі (296 км) на північний захід від Лондона, 15 миль (24 км) на схід від міста Манчестер, 24 милі (38,6 км) на захід від міста Шеффілд і 48 миль (77,2 км) на північ від Дербі. У передгір’ї Пеннінських гір.

## Історія
Глоссоп відомий ще з часів Римської Британії. У той час територія знаходилася в межах племені бригантів, основним центром яких був Йоркшир. У кінці І століття римляни збудували форт Ардоталія. Місце цього форту було знову відкрито в 1771 році істориком-аматором Джоном Вотсоном. Розкопано обширний майданчик, виявлено фортечні стіни, святиню та штаб-квартиру форту. Згодом він отримав назву Замок Меландра.
Вільгельм I Завойовник подарував ці землі під будівництво замку Вільяму Певерелу нормандському лицарю але згодом маєток був конфіскований. У 1157 Генріх II подарував ці землі абатству Бесінгерків. Вони отримали ринкову хартію для Глоссопа в 1290 році та для Чарлесвурту в 1328 році. У 1433 ченці передали в оренду весь Глоссопдейл родині Талботів. У 1606 переходить у власність родини Говардів, герцогів Норфолкських, які володіли ним протягом наступних 300 років.
Під час промислової революції місто стало центром прядіння бавовни.
У 1774 році в місті споруджено перший млин Річардом Аркрайтом. У 1769 р. Аркрайт винайшов ватермашину та зареєстрував на неї патент. Ця машина виробляла міцне прядиво для основи тканини, замінивши людські пальці металевими циліндрами. Цей винахід дав можливість виробляти недорогу пряжу для подальшого виробництва бавовняної тканини; це стало основою для подальшого розвитку бавовняної промисловості. До 1788 року у Британії налічувалося понад 200 заводів типу Аркрайта. До 1831 року в Глоссопдейлі було щонайменше 30 млинів. У 1825 році Джон Вуд встановив перший паровий двигун та силові верстати. У 1850-х роках створена перша паперова фабрика.
Після Першої світової війни бавовняна промисловість зазнала занепаду. В 1929 році рівень безробіття сягав 14 %, а в 1931 — 55 %. Друга світова війна суттєво змінила економіку міста та регіону перетворивши його на зону відпочиноку для жителів Манчестера.

## Демографія
| Населення Глоссоп | 3,625 | 4,012* | 6,212 | 9,631 | 14,577 | 19,587 | 21,000 | 20,673 | 19,574 | 22,416 |
| Глоссоп та Чарлесвурт | 2,759 | 4,012* | 5,135 | 7,897 | 12,569 | 17,454 | 19,126 | 18,508 | 21,393 | 23,493 |
| Джерело:A Vision of Britain through Time [Архівовано 3 березня 2016 у Wayback Machine.] Джерело:Small Town Politics, 1959, A.H.Birch. pub OUP * Дані включають також Кісворт та Людворт |       |        |       |       |        |        |        |        |        |        |

| Населення                                                                               | 21,520 | 21,688 | 20,531 | 19,509 | оцінка 23,500 | 18,994 | 17,500 | 24,272 | 32,428 |
| Джерело:A Vision of Britain through Time [Архівовано 3 березня 2016 у Wayback Machine.] |        |        |        |        |               |        |        |        |        |

## Спорт
У місті базується футбольний клуб Глоссоп Норт-Енд.

## Міста-побратими
- Бад-Фільбель (Гессен).